# James Ben
James Ben (auch Bennet; † 22. September 1332 in Brügge) war ein schottischer Geistlicher und Diplomat. Ab 1328 war er Bischof von St Andrews.

## Herkunft
Die Herkunft von James Ben ist ungeklärt. Die einzigen Hinweise auf seine Herkunft stammen von dem Siegel, das er als Archidiakon von St Andrews benutzte und das ihn als James of Edinburgh bezeichnete, dazu erhielt er vor seiner Ernennung zum Bischof einen päpstlichen Dispens, weil er von unehelicher Geburt war.

## Aufstieg als Geistlicher
Vor 1299 machte er einen Abschluss als Magister, doch an welcher Universität er studiert hat, ist unbekannt. Wahrscheinlich war er 1299 der Kanoniker der Kathedrale von Elgin, der David Murray, den gewählten Bischof von Moray, zur Bestätigung seiner Wahl zur Kurie begleitete. Weitere Pfründen hielt Ben in Cruden und in Glasgow. Zwischen 1323 und 1325 wurde er zum Archidiakon von St Andrews ernannt, dazu war ihm der Ehrentitel eines Päpstlichen Kaplans verliehen worden.

## Tätigkeit als Diplomat
Als Kanoniker von Elgin nahm Ben im Oktober 1319 im Gefolge von Bischof David Murray an einer Ratsversammlung von König Robert I. teil. 1320 diente er als Schreiber einer schottischen Gesandtschaft, die zu Friedensverhandlungen mit England nach York reiste. 1326 gehörte er als erfahrener Geistlicher der schottischen Gesandtschaft an, die in Frankreich Verhandlungen über eine Erneuerung des französisch-schottischen Bündnisses führte und im April 1326 schließlich den Vertrag von Corbeil schloss. Zwischen Juli 1326 und Sommer 1329 hielt sich Ben offenbar als Gesandter des schottischen Königs Robert I. bei der Kurie in Avignon auf. Dort versuchte er zu erreichen, dass die über den schottischen König verhängte Exkommunikation aufgehoben wurde, was schließlich am 15. Oktober 1328 erfolgte. Möglicherweise versuchte er auch, die päpstliche Erlaubnis zu erhalten, dass die schottischen Könige nach westeuropäischem Vorbild gesalbt und gekrönt werden durften. Gegen diese Erlaubnis hatten die englischen Könige fast 200 Jahre lang erfolgreich Widerspruch eingelegt, doch im Juni 1329 erlaubte Papst Johannes XXII. dieses Ritual.

## Erzbischof von St Andrews
Nach dem Tod von William Lamberton im Mai 1328 wurde Ben am 19. Juni zum neuen Bischof des Bistums St Andrews gewählt, obwohl er sich zu diesem Zeitpunkt noch an der Kurie aufhielt. Die Wahl in Abwesenheit erfolgte nicht einstimmig, denn ein Teil des Kathedralkapitels wählte Alexander Kinnimund zum Bischof, den Archidiakon von Lothian. Dieser legte bei der Kurie Einspruch gegen die Wahl von Ben ein. Der Einspruch blieb aber erfolglos, denn Papst Johannes XXII. ernannte Ben im August 1328 zum Bischof und ließ ihn in Avignon zum Bischof weihen. Im Oktober 1328 erhielt Ben die päpstliche Erlaubnis, um nach Schottland zurückzukehren, und Anfang 1329 erreichte er Schottland. Am 7. Juni 1329 starb König Robert I. Sein Nachfolger wurde sein minderjähriger Sohn David, der aber erst zwei Jahre später, vermutlich am 24. November 1331, von Ben in Scone Abbey als erster schottischer König gekrönt und gesalbt wurde.
1332 beanspruchte Edward Balliol aber mit englischer Unterstützung gegen David II. den schottischen Thron und fiel mit seinen Unterstützern in Schottland ein. Am 11. August 1332 konnte Balliol das schottische Heer in der Schlacht von Dupplin Moor schlagen. Danach ließ er sich in Scone zum König krönen. Im Gegensatz zu einigen anderen schottischen Bischöfen weigerte sich Ben, Balliol als König anzuerkennen. Er flüchtete ins Exil nach Flandern. Dort starb er bereits einen Monat später und wurde im Kloster Eekhout bei Brügge beigesetzt.